# John Marmaduke Oskar Parish von Senftenberg
John Marmaduke Oskar Parish (4. března 1923 Žamberk – 30. dubna 2020 tamtéž) byl příslušník někdejšího šlechtického rodu Parishů a restituent majetku v Žamberku.

## Životopis
Narodil se na zámku v Žamberku, kde prožil své dětství a mládí. V Žamberku vychodil obecnou školu a pokračoval na Reálném gymnasiu v Kostelci nad Orlicí. Vystudoval střední lesnickou školu v Písku. Se svými vrstevníky sportoval (v hokejovém družstvu zastával úspěšně post brankáře), účastnil se i kulturního života ve městě. Byl jedním ze zakládajících členů ochotnického divadelního souboru D3 (Dorost Divišova divadla), založeného v roce 1941. Na vojně byl v roce 1948 v Pardubicích. Po komunistickém převratu v roce 1948 emigroval společně s rodiči do Kanady. V Montrealu pracoval v restauraci (umýval nádobí) a později začal pracovat pro papírnu, pro kterou prováděl taxaci – průzkum dřevin v lesích Kanady. Pak se živil jako geolog a geofyzik. V Kanadě hledal ložiska rud a v jižní Americe zlato a měď.
V roce 1990 se vrátil do Československa, kde mu byl vrácen veškerý majetek. Zámek pronajal na 15 let Pardubickému kraji a v roce 2004 i prodal.
Byl pohřben na rodinném hřbitově Parishů v Žamberku.

## Rodina
Byl synem Charlese Parishe von Senftenberg (1899–1976) a Elisabeth M. von Oppersdorff (1902–1987). V Kanadě poznal Margaret Saunders, kterou si v roce 1962 v Torontu vzal za manželku. Měli syny – dvojčata Davida a Thomase (* 1963).